# البنك الأهلي المصري
البنك الأهلي المصري، أقدم وأكبر بنك في مصر، تأسس في 25 يونيو 1898، له حاليا شبكة فروع تبلغ 516 فرعًا في مصر. منها 267 فرعا تقدم كل الخدمات المصرفية للجمهور الخارجي و35 وحدة تزاول كل الأعمال المصرفية، و36 مكتبا بالمنشآت السياحية تقدم خدمة استبدال العملات الأجنبية، إلى جانب الوجود الخارجي في عدد من قارات العالم المختلفة

## التاريخ

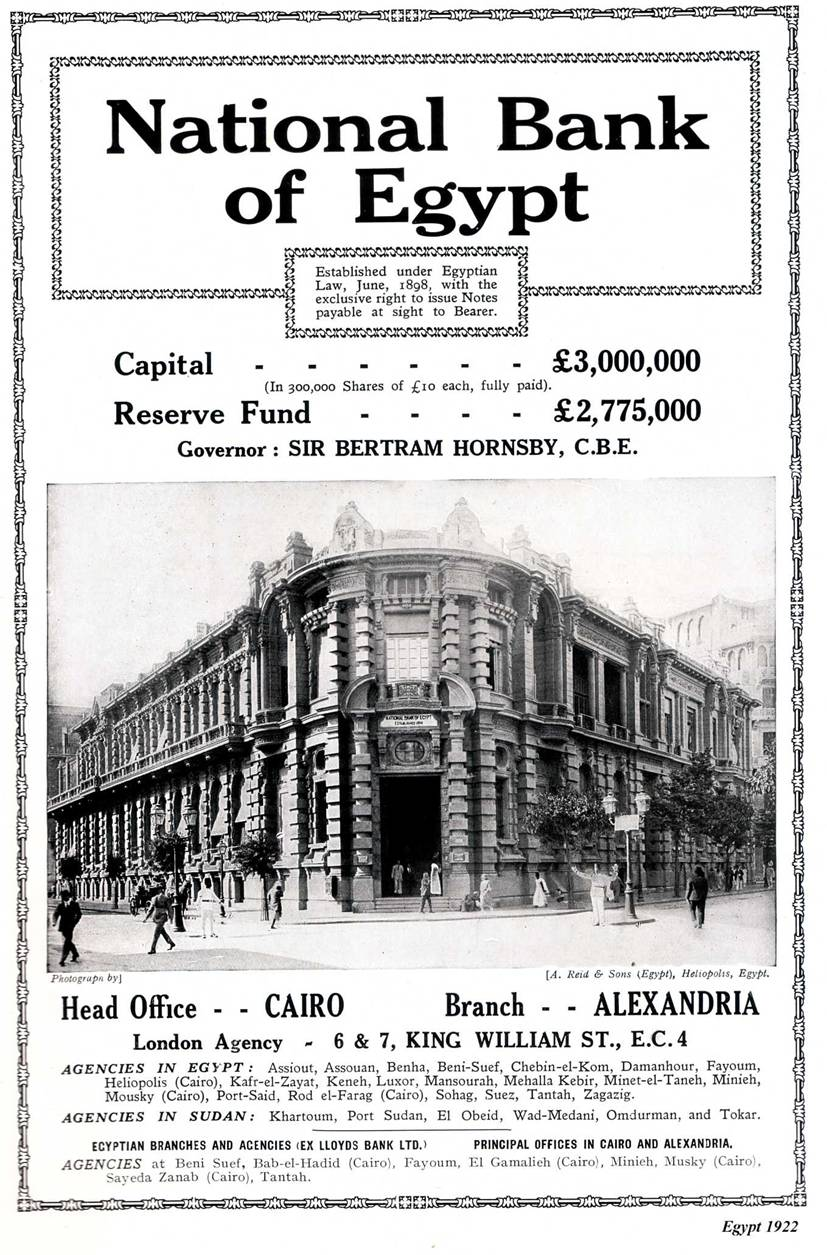
إعلان قديم للبنك الأهلي المصري

قام روفائيل سوارس بالتعاون مع البريطاني سير إرنست كاسل بتأسيس البنك الأهلي المصري في 25 يونيو 1898  برأس مال قدره مليون جنيه إسترليني، وقد تطورت وظائف البنك وأعماله بشكل مستمر عبر تاريخه وفقاً للتغيرات الاقتصادية والسياسية التي مرت بها البلاد، ففى الخمسينيات من القرن الماضي اضطلع البنك بالقيام بوظائف البنوك المركزية ثم تفرغ بعد تأميمه في الستينيات لأعمال البنوك التجارية مع استمرار قيامه بوظائف البنك المركزي في المناطق التي لا يوجد للأخير فروع بها فضلاً عن الاضطلاع منذ منتصف الستينيات بإصدار وإدارة شهادات الاستثمار لحساب الدولة.

### القرن التاسع عشر
خلال 25 يونيو 1898، السير إرنست كاسيل (ملكية 50٪)، الإخوة الثلاثة جوزيف سواريس (1837-1900)، رفائيل سواريس (1846-1909) وفيليكس إسحاق سواريس (1844 - 1906)، 
أنشأ مويس كاتاوي (25٪) وقسطنطين سالفاجوس الإسكندري (25٪) البنك الأهلي المصري (NBE)، على الرغم من بقاء كاسل في إنجلترا. أنشأ البنك الأهلي المصري وكالة في لندن.

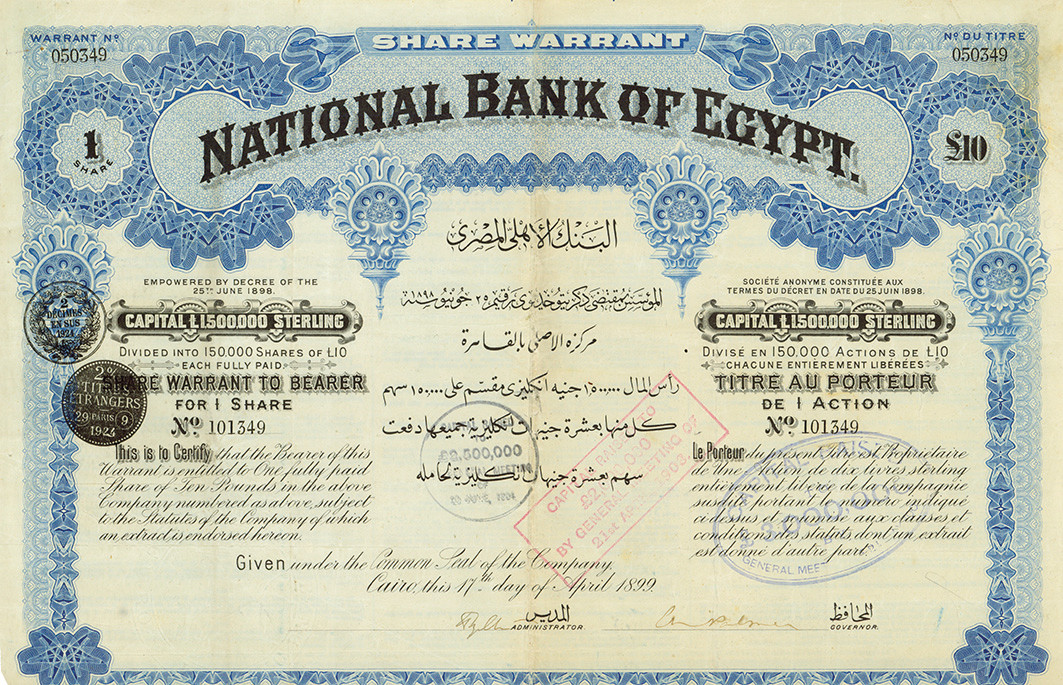
مذكرة شراء أسهم بالبنك الأهلي المصري ، صادرة في 17 أبريل 1899

### القرن العشرين
- في عام 1901 افتتح البنك الأهلي المصري فرعا في الخرطوم.
- حصل على مكانة متميزة كمصرفي للحكومة ولصالحها وعمل كبنك مركزي شبه رسمي. مع مرور الوقت،
- أضافت وكالات وفروع أخرى في السودان.
- في عام 1902 أنشأ البنك الأهلي المصري البنك الزراعي المصري.
- في عام 1906 أسس البنك الأهلي المصري بنك الحبشة في أديس أبابا. حصل البنك على احتكار لمدة 50 عامًا وكان الوكيل المالي للحكومة الإثيوبية وكذلك المصدر الوحيد للعملة.
- في عام 1925، قام بنك لويدز بتحويل فروعه في القاهرة والإسكندرية إلى البنك الأهلي المصري والتي استحوذ عليها من خلال شرائه لشركة كوكس وشركاه في عام 1923 ومن بنك غرب أفريقيا البريطانية.
- في عام 1931 تمت تصفية بنك الحبشة وأنشأت الحكومة الإثيوبية بنك إثيوبيا ليحل محله.
- في عام 1936 تمت تصفية البنك الزراعي المصري.
- في عام 1940 كان معظم العاملين ومجلس إدارة البنك مصريين.
- في عام 1951 - صدر مرسوم يمنح البنك الأهلي المصري مكانة البنك المركزي المصري.
- في عام 1957 - أكد قانون البنوك مكانة البنك الأهلي المصري كبنك مركزي لمصر.
- في عام 1959 - قامت حكومة السودان بتأميم أصول البنك الأهلي المصري في السودان، واستخدامها كأساس للبنك المركزي الجديد، بنك السودان.
- في عام 1960 - قامت الحكومة المصرية بتأميم البنك الأهلي المصري وإنشاء بنك مركزي منفصل.
- في عام 1961 باع سيتي بنك للبنك الأهلي المصري أصوله والتزاماته المصرية. دخل سيتي بنك في عام 1955 لكنه أجبر على المغادرة بموجب مرسوم التأميم.
- في عام 1975 أنشأ بنك تشيس مانهاتن (49٪) والبنك الأهلي المصري (51٪) البنك التجاري الدولي (CIB).
- في عام 1976 أسس البنك الأهلي المصري، بالاشتراك مع 19 بنكًا عربيًا وأربعة بنوك أمريكية، البنك العربي الأمريكي كبنك جملة يعمل في نيويورك.
- في عام 1982 أنشأ البنك الأهلي المصري شركة فرعية في المملكة المتحدة.
- في عام 1987، باعت شركة Chase أسهمها في CIB إلى NBE وقام CIB بتغيير اسمها إلى البنك التجاري الدولي، (SAE). أدت الخصخصة الجزئية في 1993 وإصدار GDR
- في عام 1996 إلى خفض حصة البنك الأهلي المصري إلى 34٪. أنشأ البنك الأهلي المصري مكتبًا تمثيليًا في جنوب إفريقيا وفرعًا مصرفيًا في لندن، والتي استحوذت على أصول وعمليات الشركة الفرعية السابقة للبنك الأهلي المصري وفرعيه هناك.

### القرن الحادي والعشرين
- 2000 أنشأ البنك الأهلي المصري فرعًا في نيويورك ليتولى أعمال البنك العربي الأمريكي.
- 2005 استحوذ البنك الأهلي المصري على بنك المهندس الذي تأسس عام 1979 كبنك تجاري. كما استحوذت على بنك التجارة والتنمية المعروف باسم «التجاريون».
- 2006 افتتح البنك الأهلي المصري مكتب تمثيلي في دبي.
- 2008 قام البنك الأهلي المصري بترقية مكتبه التمثيلي في شنغهاي إلى فرع.

## العمليات الخارجية
البنك الاهلي المصري لديه شركة تابعة خارج مصر، داخل لندن، بريطانيا، الشركة الفرعية الوحيدة للبنك.
عمليات البنك في الولايات المتحدة، التي بدأت في وقت ما خلال عام 2001، موجهة من داخل مكتب مبنى بلاك روك الواقع في 40 شرق، شارع 52 من مدينة نيويورك.
فروع في نيويورك وشنغهاي، ومكاتب تمثيلية في جوهانسبرغ ودبي

## الجوائز

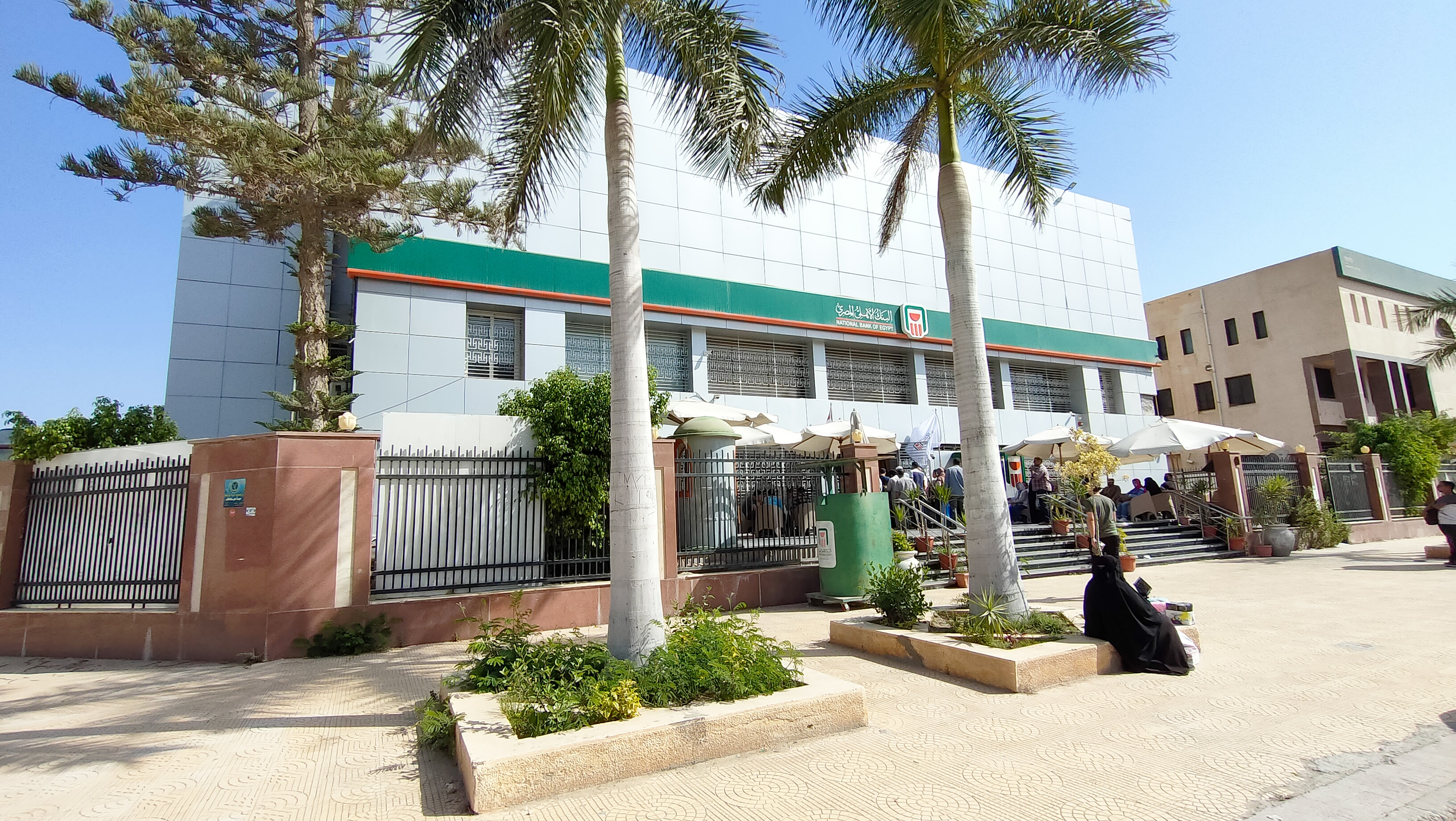
فرع مدينة برج العرب الجديدة

- أفضل أداء مصرفي، مصر عام 2016 من مجلة جائزة العلامات التجارية العالمية.[9]

## الأعمال
وقد استطاع البنك الاحتفاظ بمكانته المتميزة عبر مسيرته البناءة من خلال مسايرة كافة المستحدثات المصرفية وتطوير منظومة خدماته واستخدام أحدث الأنظمة الإلكترونية بما يحقق أقصى درجات الرضاء لعملائه، وهو ما تؤكده نتائج أعماله في 30 يونيو 2007 حيث بلغ إجمالي المركز المالى للبنك نحو 213 مليار جنيه بمعدل نمو 15% مقارنة بـ 30 يونيو 2006 كما بلغ حجم الودائع نحو 162 ملياراً بمعدل نمو 5%، وسجل إجمالي القروض والسلفيات نحو 89 ملياراً بمعدل نمو 7%.
انعكست تلك النتائج على استحواذ البنك على نحو 24% من إجمالي المركز المالى للجهاز المصرفى المصري، و25% من إجمالي الودائع، و25% من إجمالي القروض والسلفيات، بالإضافة إلى مساهمة البنك في تمويل 25% من تجارة مصرالخارجية خلال العام.
كما جاءت تقييمات مؤسسات التقييم الدولية لتؤكد كفاءة وتميز الأداء بالبنك، فقد منحته مؤسسة ستاندرد آند بورز نفس درجة التقييم وهي درجة (B-) للالتزامات طويلة الأجل بالعملة الأجنبية، ودرجة (C) للالتزامات قصيرة الأجل بالعملة الأجنبية.

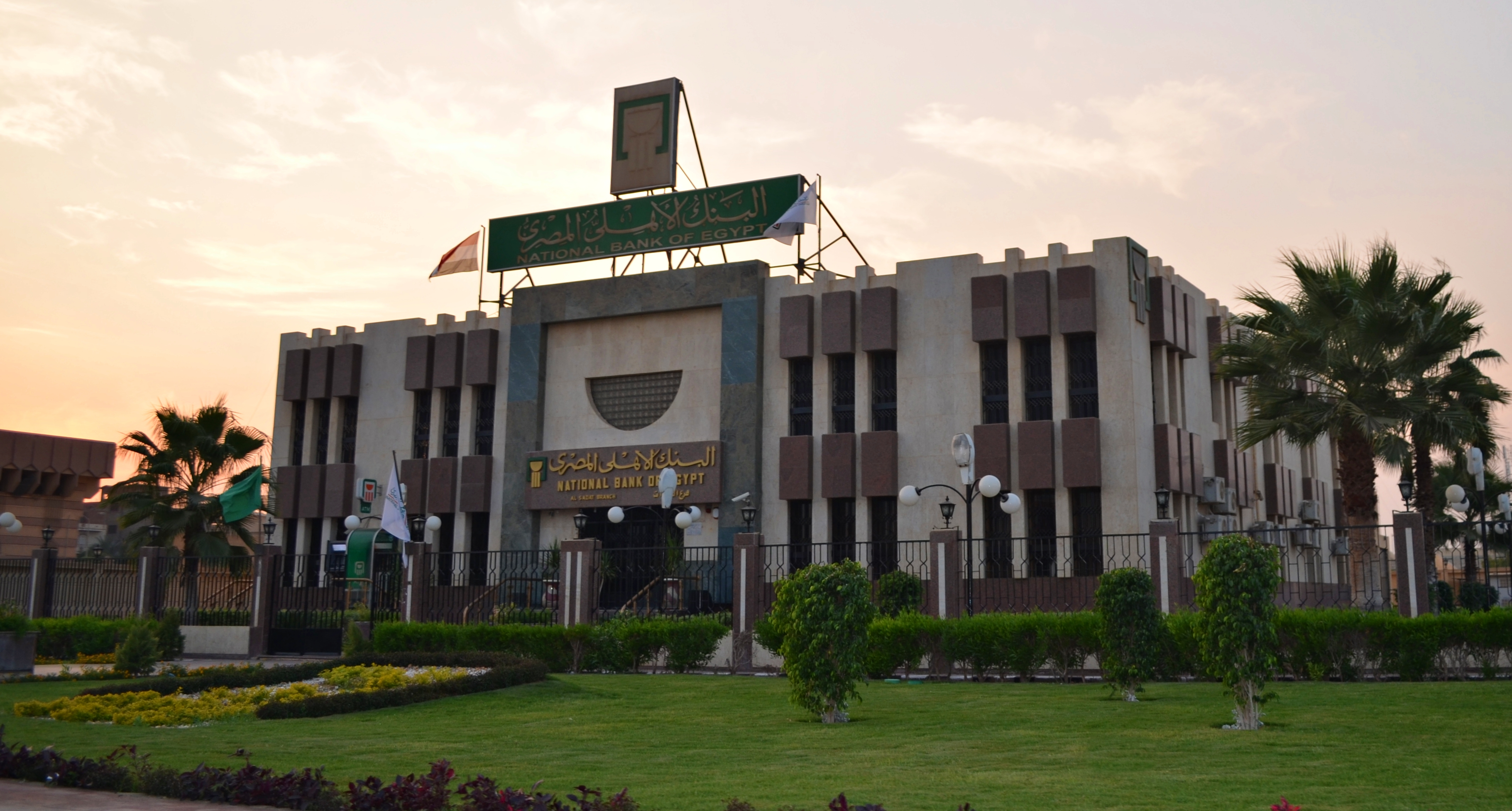
فرع مدينة السادات

وفقاً لتصنيف مجلة ذا بنكر العالمية في عدد يوليو 2012 فقد احتل البنك المرتبة رقم 252 ضمن أكبر ألف بنك على مستوى العالم طبقاً لمعيار إجمالي الأصول، متقدماً على كافة البنوك المصرية التي جاءت ضمن هذا التصنيف، والمركز السادس بين البنوك العربية الواردة ضمن هذا التصنيف وفقاً لذات المعيار.
يقدم البنك العديد من الأوعية الادخارية المتميزة سواء بالعملة المحلية أو الأجنبية والتي تناسب كافة شرائح المجتمع والتي تلقى قبولاً متزايداً من العملاء، علاوة على استحواذ البنك على نحو 70% من بطاقات الائتمان والتقسيط في السوق المصري و45% من إجمالي بطاقات الخصم.

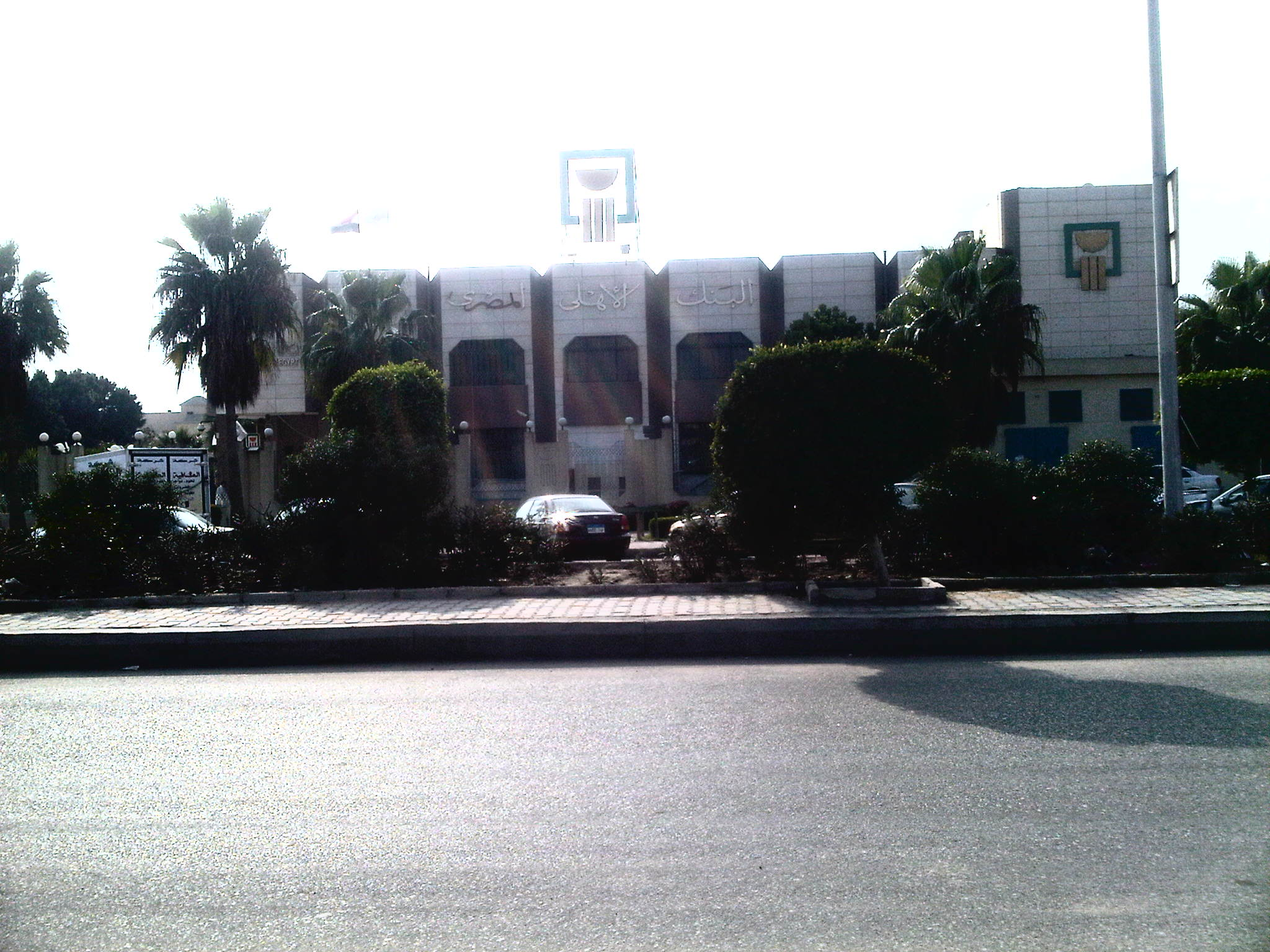
فرع مدينة السادس من أكتوبر

يستند البنك في تقديم خدماته إلى شبكة ضخمة من الوحدات المصرفية تبلغ حالياً 423 وحدة تغطى كافة أنحاء البلاد، إلى جانب تواجد خارجي فعال في معظم قارات العالم من خلال البنك الأهلى المصري (المملكة المتحدة) المحدود، وفرعى البنك الأهلى المصري – بنيويورك (بالولايات المتحدة الأمريكية) وشنغهاي (بالصين)، ومكاتب التمثيل في كل من جوهانسبرغ بجنوب أفريقيا، ودبي بالإمارات العربية المتحدة بالإضافة إلى شبكة من المراسلين تقدر بنحو 1086 مراسل في مختلف أنحاء العالم يتركز معظمهم في قارة أوروبا، والتي تعد الشريك التجارى الأول لمصر.
من الجدير بالذكر إنه في إطار دعم وتطوير الأداء للمحافظة على هذه المكانة المتميزة يتم حالياً تنفيذ العديد من برامج التطوير بالتعاون مع كبرى المؤسسات العالمية، حيث قام البنك بوضع خطة إستراتيجية شاملة للتطوير وإعادة الهيكلة خلال الفترة بالتعاون مع مؤسسة ماكنزي، بالإضافة إلى مشروعات التطوير المنفذة مع مؤسسة ING-Bearing Point وبنك الاستثمار الأوروبي EIB، وتشمل مجالات التطوير إدارة المخاطر والموارد البشرية وتكنولوجيا المعلومات والعمليات ونظم إدارة المعلومات، الإدارة والهيكل التنظيمى للبنك، وخدمات التجزئة وخدمات تمويل الشركات والاستثمارات المباشرة.

## الأرباح

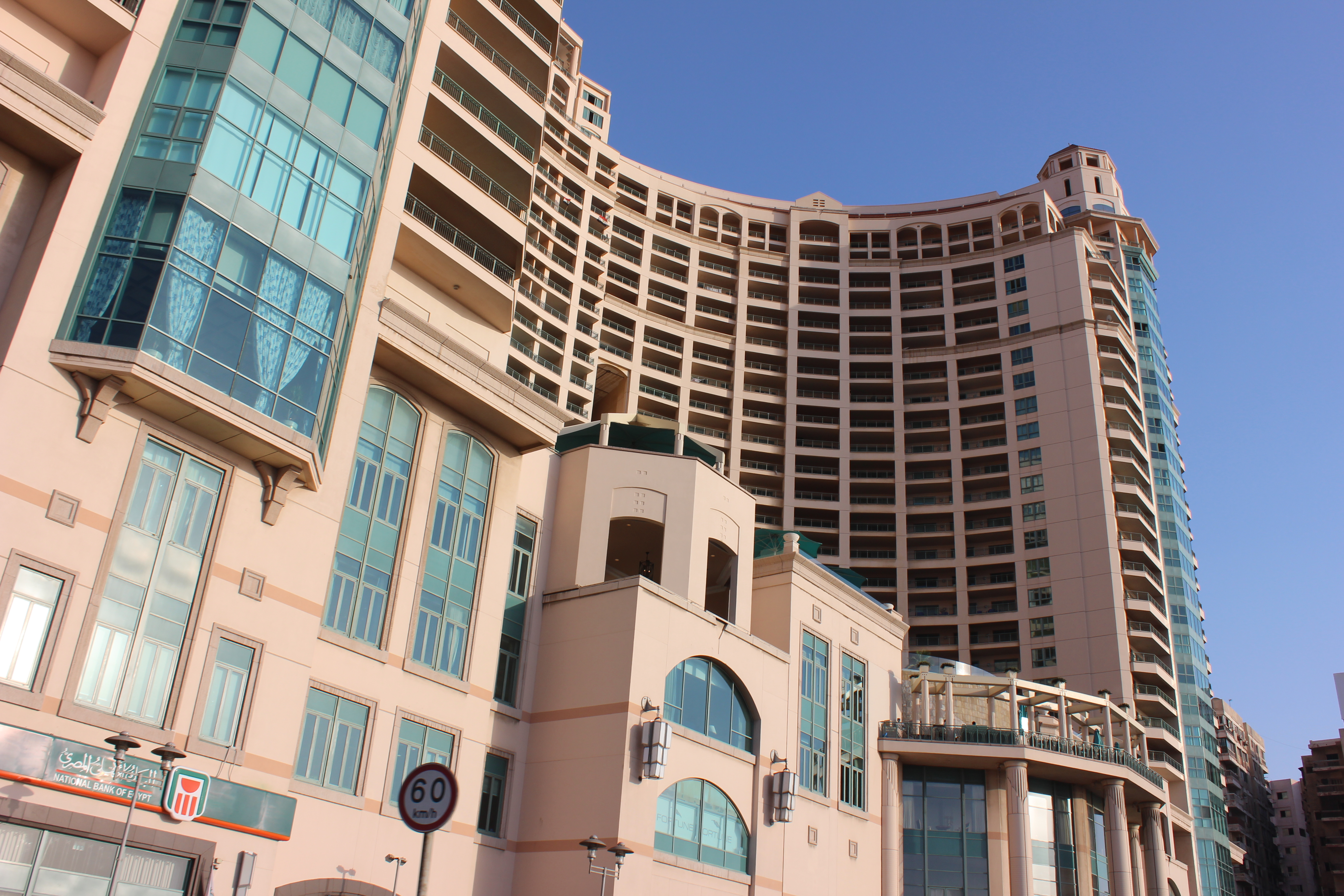
فرع بمجمع سان ستيفانو جراند بلازا على كورنيش الإسكندرية

أعلن البنك الأهلي المصري عن أن أرباحه خلال العام المالي الماضي (2009/2010) ارتفعت بنسبة 122% لتصل إلى ملياري جنيه (344.8 مليون دولار) مقارنة بنحو 900 مليون جنيه (155.2 مليون دولار) خلال العام المالي (2008/2009).
وقال طارق عامر رئيس البنك الأهلي الذي يعتبر أكبر البنوك الحكومية بمصر إن تلك النتائج جاءت بفضل الزيادة التي حققها البنك في حجم أعماله وميزانيته حيث ارتفع إجمالي الأصول ليصل إلى 299 مليار جنيه في شهر يونيو/حزيران 2010 بزيادة بلغت 40 مليار جنيه مقارنة بالعام السابق كما حقق البنك المركز الثاني على مستوى مصر والشرق الأوسط وشمال أفريقيا في مجال ترتيب وتسويق القروض المشتركة حيث بلغ حجمها نحو 30 مليار جنيه كما بلغ حجم القروض الجديدة التي تم منحها نحو 20 مليار جنيه في القطاعات الاقتصادية المختلفة. وأضاف رئيس البنك الأهلي أن الأرباح التي حققها البنك ستستخدم في تدعيم قاعدته الرأسمالية التي تمكنه من بلوغ أهدافه المستقبلية في مجال تحسين الوساطة المالية وتمويل المشاريع اللازمة لتنمية الاقتصاد المصري وتمويل المشاريع الصغيرة والمتوسطة.
وارتفع حجم الودائع لدى البنك الأهلي المصري بنحو 26 مليار جنيه كما تمكن البنك من تحقيق عائد إجمالي بلغت قيمته 21 مليار جنيه مقارنة بنحو 18 مليار جنيه في العام 2008/2009 بزيادة قدرها 3 مليارات جنيه. ونجح البنك الأهلي المصري في مضاعفة العائد على حقوق الملكية حيث بلغت نسبته 16% مقارنة بنحو 5% قبل عامين.
وطرح البنك البنك الأهلي المصري خلال العام الماضي سندات دولارية بالسوق العالمية بلغت 600 مليون دولار في سابقة هي الأولى من نوعها داخل القطاع المصرفي المصري لقيت إقبالا كبيرا من جانب مؤسسات الاستثمار العالمية وصناديق الاستثمار الدولية وتجاوزت طلبات الاكتتاب في هذه السندات ملياري دولار.
ويعتبر البنك الأهلي المصري واحدا من 3 بنوك تمتلكها الحكومة المصرية إلى جانب بنك القاهرة وبنك مصر وتعتمد عليها الحكومة في القاهرة في تمويل المشاريع الداعمة لاقتصاد البلاد.

## الشركات التابعة
- شركة الأهلي للصرافة.
- شركة الأهلي كابيتال القابضة (وهي الذراع الإستثماري للبنك الذي يضم مساهمات البنك).
- الشركة المصرية لإدارة الأصول العقارية والإستثمار
- شركة الأهلي للتمويل العقاري.
- شركة الأهلي للتأجير التمويلي.
- شركة الأهلي للاستصلاح وزراعة الأراضي.
- نادي البنك الأهلي المصري.
- البنك الأهلي المصري الدولي.

## وصلات خارجية
موقع البنك الأهلي المصري